# Nova Andradina

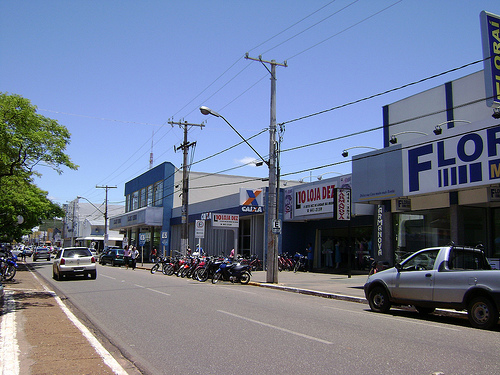
Barrio de Nova Andradina.

Nova Adradina es un municipio de Brasil ubicado en el estado de Mato Grosso del Sur. es la sexta mayor ciudad del estado y con el quinto mayor PNB.
Siendo el principal centro urbano y económico del sureste del estado. Popularmente llamada la "Capital del Valle de Ivañema", la ciudad se destaca con la cría de ganado bovino.

## Ubicación
Nova Andradina goza de su ubicación pudiendo en menos de una hora de viaje estar e los estados de Sao Paulo y Paraná.
Las principales localidades que están próxima son Campo Grande a 300 kilómetros, Dourados a 180 kilómetros y Maringá a 290 kilómetros.

## Economía

### Agricultura
Soja, maíz, arroz, algodón, poroto, trigo y mandioca.

### Ganadería
Bovinos (600.000 cabezas), porcino, ovino, equino y aves.

## Deportes

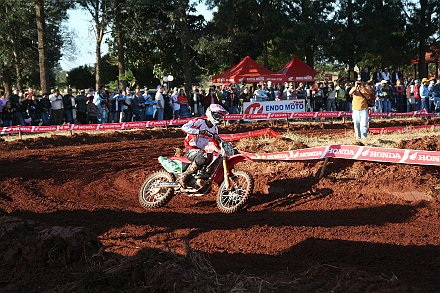
Motodromo municipal de Nova Andradina

El deporte que se destaca es el fútbol, con el sena (sociedad deportiva Nova Andradina ), que fue campeón del campeonato local en 1992, que dejó de existir hace algunos años.
En 2008 se creó el cena (Club deportivo Nova Andradina), en el mismo año siendo subcampeón del campeonato local de la segunda división, teniendo derecho en disputar la primera división de la liga local.
La ciudad también cuenta con un gimnasio con capacidad para 2.000 personas, además se realizan en todos los años la etapa de Nova Andradina de la liga local.